# Beemte
Beemte is een dorp in de gemeente Apeldoorn, in de Nederlandse provincie Gelderland.
Beemte ligt op ongeveer 7 kilometer ten noorden van Apeldoorn en nabij het Apeldoorns Kanaal. Het dorp maakt deel uit van de kern Beemte Broekland en kent ongeveer 300 inwoners.

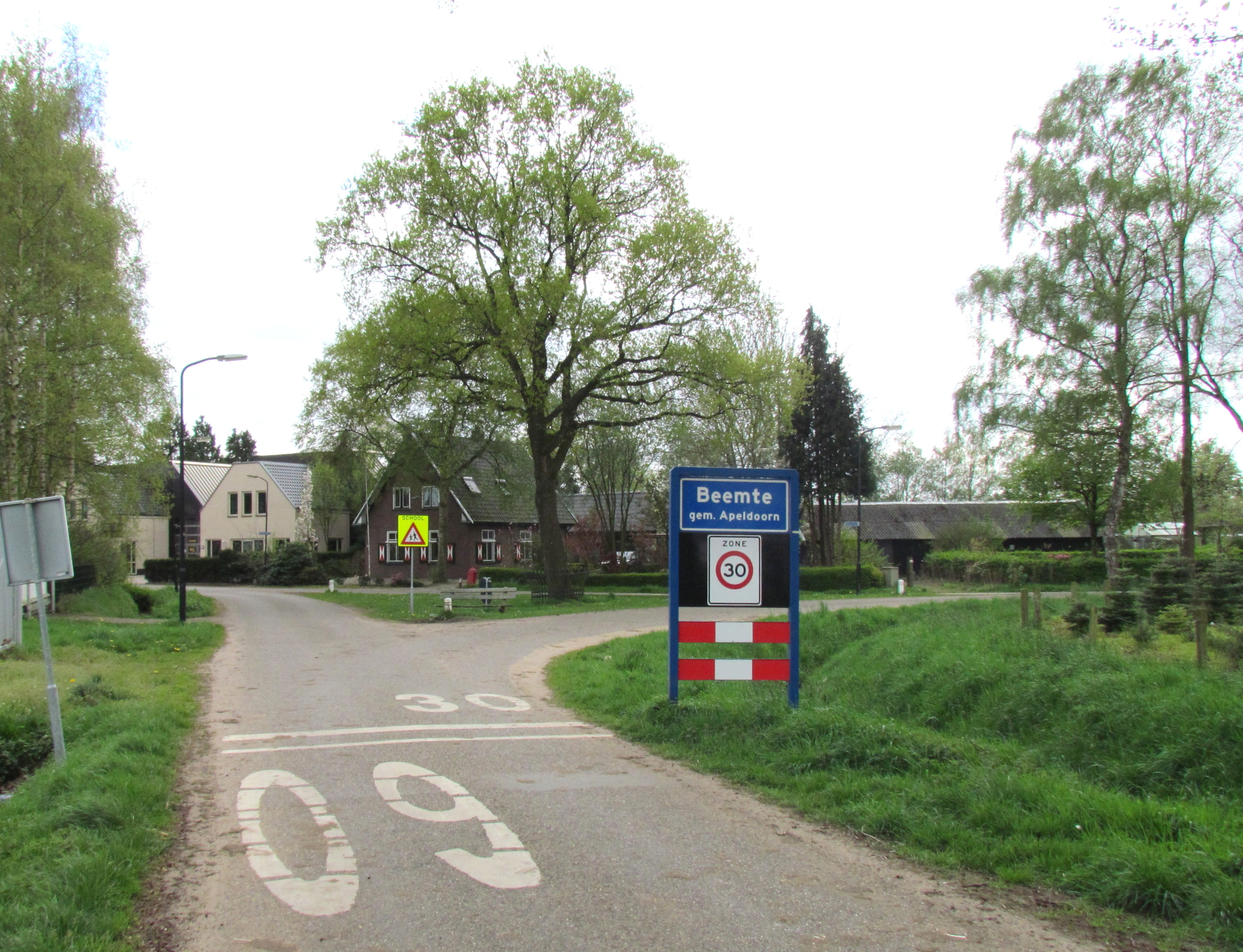
Driesprong in Beemte